# Lijst van beelden in Ten Boer (voormalige gemeente)
Dit is een (onvolledige) chronologische lijst van beelden in de voormalige gemeente Ten Boer, inclusief andere kernen in die gemeente. Onder een beeld wordt hier verstaan elk driedimensionaal kunstwerk in de openbare ruimte van de voormalige Nederlandse gemeente Ten Boer, waarbij beeld wordt gebruikt als verzamelbegrip voor sculpturen, standbeelden, installaties, gedenktekens en overige beeldhouwwerken.
Voor een volledig overzicht van de beschikbare afbeeldingen zie: Beelden in Ten Boer op Wikimedia Commons.
| Geplaatst | Omschrijving         | Kunstenaar           | Straat               | Plaats      | Materiaal       | Afbeelding |
| --------- | -------------------- | -------------------- | -------------------- | ----------- | --------------- | ---------- |
| 1956      | Hendrik Wester       | J. Antonie de Melker | Hendrik Westerstraat | Ten Boer    |                 |            |
| 1970      | Oorlogsmonument      | Theo Verlaan         | Prinses Amaliapark   | Ten Boer    | Beiers graniet  |            |
| 2003      | Zand erover          | Gert Sennema         | Havenstraat          | Thesinge    |                 |            |
| 2007      | Stad en Lande        | Nicolas Dings        | Dorpsweg             | Garmerwolde | brons, terrazzo |            |
| 2008      | Monument Henk Ridder | Herbert Koekkoek     | Smidshouk            | Thesinge    | cortenstaal     |            |
| 2010      | Zittende figuur      | Frans Kokshoorn      |                      | Ten Boer    | brons           |            |